# Hans Reupke
Johannes „Hans“ Karl Eduard Reupke (* 23. Juli 1892 in Saargemünd; † 20. November 1942 in Dijon) war ein deutscher Rechtsanwalt, Wirtschaftsfunktionär und Publizist.

## Leben
Reupke war der Sohn des Baurates Gustav Reupke und seine Ehefrau Hedwig, geborene Keye. In seiner Jugend besuchte er die Volksschule in Saargemünd und anschließend Gymnasien in Straßburg und Altkirch. Danach studierte er bis zum Ausbruch des Ersten Weltkriegs Rechtswissenschaft in Freiburg im Breisgau und Straßburg. In Freiburg wurde er im Wintersemester 1911/12 Mitglied in der Burschenschaft Franconia Freiburg.
Bei Beginn des Ersten Weltkriegs meldete Reupke sich als Kriegsfreiwilliger. Bereits nach wenigen Wochen geriet er im Oktober 1914 in Langermarck in französische Gefangenschaft, aus der er nach Spanien fliehen konnte. 1919 kehrte er nach Deutschland zurück. Er beendete sein Studium und kam 1920 als Referendar zur Amerikastelle des Auswärtigen Amtes. In der Zwischenzeit machte er seinen Assessor und wurde 1927 Syndikus und Rechtsanwalt des Reichsverbands der Deutschen Industrie (RdI).
Anfang der 1930er Jahre begann Reupke sich als Publizist in Wirtschaftsfragen hervorzutun. Dabei sprach Reupke sich für ein ökonomisches System nach dem Vorbild des italienischen Faschismus aus, bei dem das Modell staatliche Wirtschaftssteuerung auf dem Boden des Privateigentums auf das Deutsche Reich übertragen werden sollte. Folgerichtig wurde er 1931 Mitglied der Gesellschaft zum Studium des Faschismus.
Im Mai 1930 trat Reupke in die NSDAP ein (Mitgliedsnummer 388.027). 1931 wurde er außerdem Mitglied der Sturmabteilung (SA), dem Kampfverband der NSDAP. Innerhalb der Partei fand Reupke bald Anschluss an die Strasser-Gruppe. Während der parteiinternen Krise der NSDAP im Herbst 1932 trat Reupke für den Kurs der Strasser-Gruppe ein, die im Gegensatz zu den „Radikalen“ um Adolf Hitler und Joseph Goebbels – die eine Übertragung der vollen Regierungsgewalt an die NSDAP forderten – für eine Kompromisslösung eintraten, bei der die NSDAP in einem Koalitionskabinett auf den Kanzlerposten und die volle Regierungsgewalt verzichten würde, um sich mit einigen wenigen Ministerposten zufriedenzugeben. Diese Haltung führte im Dezember 1932 zu einem tiefen Zerwürfnis zwischen Reupke und dem Berliner Gauleiter Goebbels. Nach einem schweren Zusammenstoß der beiden strengte Goebbels ein Parteigerichtsverfahren vor dem Untersuchungs- und Schlichtungsausschuss des Gaus Berlin ein, der im Februar 1933 Reupkes Ausschluss aus der NSDAP verfügte. In der Folge kam es zu einem längeren Widerspruchsverfahren vor dem Obersten Parteigericht der NSDAP, das 1935 Reupkes endgültigen Parteiausschluss verfügte. 1939 gab Hitler persönlich allerdings einem Gnadengesuch Reupkes um Wiederaufnahme in die NSDAP statt, so dass dieser zum Jahresende 1939 wieder Parteimitglied wurde.
Nach dem Machtantritt der Nationalsozialisten im Frühjahr 1933 zog Reupke sich weitgehend aus der Politik zurück und konzentrierte sich auf seine Tätigkeit in der Wirtschaft. Trotzdem wurde er 1934 im Zusammenhang mit dem verschärften Vorgehen gegen die Strasser-Anhänger von der Gestapo verhaftet und in der Folge mehr als sechs Monate lang in Schutzhaft gehalten.
1933 erhielt Reupke eine Stellung als Abteilungsleiter im Reichsstand der deutschen Industrie. 1936 ging er als Geschäftsführer der Industrieabteilung bei der Wirtschaftskammer Mittelelbe nach Magdeburg. 1937 wurde er dort zusätzlich Hauptgeschäftsführer der Industrie- und Handelskammer in Magdeburg und der Wirtschaftskammer Mittelelbe.
Während des Zweiten Weltkrieges war Reupke in der deutschen Militärverwaltung in Frankreich tätig. Er wurde Ende 1942 in Dijon von Partisanen ermordet.

## Das Wirtschaftssystem des Faschismus
In seiner bekannten Schrift „Das Wirtschaftssystem des Faschismus“ bezeichnete Reupke den Faschismus als „Pfadfinder des kapitalistischen Systems“ mit der Aufgabe „den die moderne Welt durchsetzenden Klassengedanken restlos zu vernichten und zu ersetzen“ Er schrieb der Faschismus wolle das Privateigentum des Unternehmers nicht aufheben, sondern im Gegenteil gegen die Angriffe des Sozialismus verteidigen. Der Faschismus bringe eine neue Wirtschaftsordnung, die bei „Wahrung des Eigentums an Produktionsmitteln“ eine „planmäßige Organisation der Wirtschaft“ biete und so „eklektischer Weise die Vorteile der Individual- und Kollektivwirtschaft“ vereinige.
Ein Exemplar des Buches schickte Reupke an Hitler, in dessen Danksagung vom 30. Juli 1930 schrieb Hitler:

„Durch die Verbreitung in Wirtschaftskreisen nutzten Sie der Bewegung zweifellos“

Auch der Club von Berlin setzte sich rege für die Verbreitung von Reupkes Schrift ein. 1930 und 1931 finanzierte August Heinrichsbauer mit Unternehmensgeldern Studienreisen von Reupke und Edgar Julius Jung nach Italien.

## Schriften
- Gefangen in Frankreich, nach Spanien geflüchtet. Erlebnisse eines Kriegsfreiwilligen. 1916.
- Die rechtliche Stellung der Betriebsatsmitglieder im Aufsichtsrat. 1922. (Dissertation)
- Das Wirtschaftssystem des Faschismus. Die faschistische Wirtschaft: Ein Experiment der Planwirtschaft auf privatkapitalistischer Grundlage. Berlin 1930.
- Der Nationalsozialismus und die Wirtschaft. Berlin 1931.